# Dalhousie (Himachal Pradesh)
Dalhousie is een hill station in de Indiase deelstaat Himachal Pradesh, in het district Chamba. Dalhousie heeft een bevolking van 7.419 inwoners (2001) en ligt op bijna 2000 m hoogte.

## Geografie en demografie
Dalhousie ligt verspreid over vijf bergtoppen ten zuiden boven de Chambavallei. Per weg is het verbonden met Chamba in het oosten en Pathankot in het zuidwesten.
Sinds de Tibetaanse diaspora werd Dalhousie de woonplaats van 1100 Tibetaanse ballingen.

## Geschiedenis
Dalhousie werd gesticht door de Britten in 1854, toen ze het terrein kochten van de raja van Chamba. Donald McLeod noemde het nieuwe hill station naar de onderkoning van Brits-Indië, James Broun-Ramsay, markies van Dalhousie. Dalhousie groeide uit tot een populaire zomerbestemming voor de Britten in Lahore en andere plaatsen in de Punjab. Na de onafhankelijkheid van India en Pakistan in 1947 kwam hier een einde aan.